# Pactos autonómicos
Los pactos autonómicos fueron un conjunto de acuerdos políticos, posteriores a la aprobación de la Constitución española de 1978 que contribuyeron a la construcción del Estado de las autonomías. Estos pactos permitieron la reforma del antiguo modelo territorial centralizado del Estado español y de la división territorial en regiones históricas dando lugar al modelo descentralizado del Estado de las Autonomías.
En el marco diseñado por la Constitución, tanto la definición concreta de las comunidades autónomas, como las competencias que cada una de ellas ha terminado asumiendo, no se establecía como un proceso obligatorio, sino basado en el principio dispositivo.

## Primeros pactos autonómicos de 1981
Sin embargo, el clima de inestabilidad que se respira a principios de 1981 tras la dimisión de Adolfo Suárez y el intento de golpe de Estado del 23-F marca un punto de inflexión en la política autonómica que exige actuar con acierto para encauzar la situación [cita requerida]. Una comisión de expertos dirigida por el jurista Eduardo García de Enterría recibe el encargo de analizar la situación y establecer los pasos a seguir. Y el 31 de julio de 1981, Leopoldo Calvo-Sotelo, presidente del Gobierno, y Felipe González, líder del PSOE, plasman las conclusiones de dicho informe en los primeros pactos autonómicos. 
En ellos se recoge:
- el nuevo mapa autonómico (con grandes diferencias respecto al mapa vigente desde 1833);
- estructura organizativa, para todos, semejante a la indicada en el artículo 152 CE;
- plazo para fijar esta definición: 1 de febrero de 1983;
- armonización de todo el proceso a través de una Ley Orgánica. Actualmente es la Ley del Proceso Autonómico.

Comienza entonces una fase de traspaso de competencias y de los gastos asociados a su gestión marcada por continuos conflictos entre el Estado y las comunidades autónomas. El año más conflictivo fue 1985: el Tribunal Constitucional tuvo que resolver hasta 131 conflictos de competencia. [cita requerida]

## Segundos pactos autonómicos de 1992
La década de 1980 estuvo marcada por la reticencia del Gobierno central a transferir algunas competencias: el así llamado modelo autonómico a dos velocidades parecía condenado a perpetuarse [cita requerida]. En 1987, cumplidos los cinco años desde la aprobación de los estatutos —tiempo fijado en el artículo 148.2 de la Constitución para las reformas estatutarias de las comunidades que en un primer momento no habían conseguido la plena autonomía—, muchas de ellas se rebelan para ampliar su techo competencial [cita requerida].
El conflicto se resuelve en 1992 con el segundo gran pacto autonómico, firmado entre el entonces presidente, Felipe González, y el líder del PP, José María Aznar. Se fijó el marco para transferir 32 nuevas competencias, incluida la de Educación, en un intento de igualar a las comunidades de 'vía lenta' con las 'históricas'. Las 10 reformas estatutarias pendientes reciben luz verde del Congreso en 1993.
Los principales contenidos de los pactos autonómicos del 28 de febrero de 1992 serían:
- ampliación de competencias de las CCAA de vía más lenta, equiparándolas a las del artículo 151 CE;
- se aborda el problema general del Estado;
- sentido homogeneizador del modelo;
- desarrollo del principio de cooperación. Los Acuerdos concretaron las técnicas y mecanismos mediante los que habrían de canalizarse las relaciones de cooperación (Conferencias Sectoriales, programas y planes conjuntos, convenios, etc.);
- creación de la figura de las ciudades autónomas (Ceuta y Melilla).

A partir de 1996, el nuevo Gobierno del PP y el PSOE no se ponen de acuerdo sobre las cuestiones pendientes (financiación autonómica, financiación del sistema sanitario, ampliación de competencias, reforma del Senado, representación de las comunidades en la UE…) [cita requerida].
Con la llegada del PSOE al poder, en marzo de 2004, vuelve a activarse el debate sobre el modelo territorial. En la Conferencia de presidentes que se celebró en octubre de 2004 —que reunió por primera a todos los líderes autonómicos con el presidente del Gobierno—, Zapatero manifestó su voluntad de diálogo y debate ante una posible reforma estatutaria [cita requerida]. Este proceso empezaría con la fuerte polémica en torno a la reforma del Estatuto de Cataluña debido a cuestiones conflictivas como el uso del término de Nación para referirse a la Comunidad de Cataluña y las diferencias en el modelo de financiación con respecto a las reglas del régimen común de financiación. [cita requerida]
Hasta la fecha han sido reformados los estatutos de Cataluña, Andalucía, Comunidad Valenciana, Castilla y León, Islas Baleares y Aragón. El estatuto de Castilla - La Mancha se encuentra en tramitación en las Cortes.